# Додавання швидкостей
Під час розгляду складного руху (коли точка або тіло рухається в одній системі відліку, а ця система відліку в свою чергу рухається відносно іншої системи) виникає питання про зв'язок швидкостей у двох системах відліку.

## Класична механіка
У класичній механіці абсолютна швидкість точки дорівнює векторній сумі її відносної і переносної швидкостей: 
{\displaystyle {\vec {v}}_{a}={\vec {v}}_{r}+{\vec {v}}_{e}.}
Дана рівність відображає зміст твердження теореми про додавання швидкостей.
Простою мовою: Швидкість руху тіла відносно нерухомої системи відліку дорівнює векторній сумі швидкості цього тіла відносно рухомої системи відліку і швидкості (відносно нерухомої системи) тієї точки рухомої системи відліку, в якій у даний момент часу знаходиться тіло.

### Приклади
1. Абсолютна швидкість мухи, що повзе по радіусу обертової грамофонної платівки, дорівнює сумі швидкості її руху відносно пластинки і тієї швидкості, яку має точка пластинки під мухою відносно землі (тобто з якою її переносить пластинка за рахунок свого обертання).
2. Якщо людина йде по коридору вагона зі швидкістю 5 км/год відносно вагона, а вагон рухається зі швидкістю 50 км/год відносно Землі, то людина рухається відносно Землі зі швидкістю 50+5=55 км/год, коли йде у напрямку руху поїзда, і зі швидкістю 50-5=45 км/год, коли йде у зворотному напрямку. Якщо людина в коридорі вагона рухається відносно Землі зі швидкістю 55 кілометрів на годину, а поїзд зі швидкістю 50 кілометрів на годину, то швидкість людини відносно поїзда 55-50=5 км/год.
3. Якщо хвилі рухаються відносно берега зі швидкістю 30 км/год, і корабель також зі швидкістю 30 кілометрів на годину, то хвилі рухаються відносно корабля зі швидкістю 30-30=0 км/год, тобто відносно корабля вони стають нерухомими.

## Релятивістська механіка
У XIX столітті фізика зіткнулася з проблемою поширення цього правила додавання швидкостей на оптичні (електромагнітні) процеси. По суті стався конфлікт між двома ідеями класичної механіки (перша - абсолютна система відліку, друга - принцип відносності), перенесеними в нову галузь - теорію електромагнітних процесів. 
Наприклад, якщо розглянути приклад із хвилями на поверхні води з попереднього розділу і спробувати узагальнити на електромагнітні хвилі, то вийде суперечність зі спостереженнями (див., наприклад, дослід Майкельсона).
Класичне правило додавання швидкостей відповідає перетворенню координат з однієї системи осей в іншу систему, що рухається відносно першої без прискорення. Якщо за такого перетворення ми зберігаємо поняття одночасності, тобто зможемо вважати одночасними дві події не тільки за їх реєстрації в одній системі координат, але й у будь-якій іншій інерціальній системі, то перетворення називаються галілеєвими. Крім того, за галілеєвих перетворень просторова відстань між двома точками - різниця між їх координатами в одній інерційній системі відліку - завжди дорівнює відстані між ними в іншій інерціальній системі.
Друга ідея - принцип відносності. Перебуваючи на кораблі, що рухається рівномірно і прямолінійно, неможливо виявити його рух якимись внутрішніми механічними ефектами. Чи поширюється цей принцип на оптичні ефекти? Чи не можна виявити абсолютний рух системи за викликаними цим рухом оптичними або, що те ж саме, електродинамічними ефектами? Інтуїція (досить явно пов'язана з класичним принципом відносності) говорить, що абсолютний рух неможливо виявити ніякими спостереженнями. Але, якщо світло поширюється з певною швидкістю відносно кожної з рухомих інерційних систем, то ця швидкість зміниться під час переходу від однієї системи до іншої. Це випливає з класичного правила додавання швидкостей. Говорячи математичною мовою, величина швидкості світла не буде інваріантна відносно галілеєвих перетворень. Це порушує принцип відносності, точніше, не дозволяє поширити принцип відносності на оптичні процеси. Таким чином електродинаміка зруйнувала зв'язок двох, здавалося б, очевидних положень класичної фізики - правила додавання швидкостей і принципу відносності. Більше того, ці два положення стосовно електродинаміки виявилися несумісними.
Спеціальна теорія відносності дає відповідь на це питання. Вона розширює поняття принципу відносності, поширюючи його й на оптичні процеси. Одночасно спеціальна теорія відносності кардинально змінює уявлення про простір і час. Правило додавання швидкостей при цьому не скасовується зовсім, а лише уточнюється для великих швидкостей за допомогою перетворення Лоренца: 

{\displaystyle v_{rel}={\frac {{v}_{1}+{v}_{2}}{1+{\dfrac {{v}_{1}{v}_{2}}{c^{2}}}}}.}

Можна помітити, що в разі, коли {\displaystyle v/c\rightarrow 0}, перетворення Лоренца переходять у перетворення Галілея. Це свідчить про те, що механіка в спеціальній теорії відносності зводиться до механіки Ньютона за швидкостей, малих порівняно зі швидкістю світла. Це пояснює, яким чином співвідносяться спеціальна теорія відносності і класична механіка - перша є узагальненням другої.